# Francesc Mestre i Bas
Francesc Mestre i Bas (Barcelona, 1941- Barcelona, 2023) fou un galerista i publicista català. Des de 1970, va dirigir diverses galeries d'art a Barcelona, com ara la Sala Adrià i la galeria René Metras, i fou el marxant d'artistes com Guinovart, Ràfols Casamada, Erwin Bechtold, Artigau o Serra de Rivera, entre d'altres. L'any 2001 inaugurà la Galeria Francesc Mestre Art.
El 2006 el Museu de Valls va dedicar una exposició a aquesta a la Galeria Adrià titulada: Galeria Adrià, Un punt de referència en l'art dels setanta a Catalunya. Al catàleg de la mateixa es diu de Francesc Mestre que "és eclèctic en els seus gustos i no pretenia seguir una tendència". La primera exposició plenament dirigida per ell va ser la dels joves Sergi Aguilar, Xavier Serra de Rivera i Miquel Vilà.
D'aquesta exposició neix la relació amb el publicista Lluís Bassat, que es va fer soci de la Galeria Adrià. Al catàleg de l'exposició explica: «Vaig comprar el quadre Bañista i vaig iniciar una relació de confiança tan gran amb Miquel Adrià i Francesc Mestre que poc temps després comprava el 35% de la galeria i convencia uns amics meus perquè en compressin un altre 35%. No vam guanyar diners. Vam guanyar molt més. Jo l'amistat d'en Miquel, d'en Francesc i d'un grup d'artistes pels quals sento devoció. […] Des d'aleshores he compartit els seus èxits amb gran alegria i mai he oblidat el talent d'en Francesc Mestre, que fou capaç de reunir-los; la valentia i la visió d'en Miquel Adrià; la humanitat d'Emília Guàrdia, així com els darrers temps amb Xesc Barceló.» 
Després d'alguns anys a la galeria René Metras, Francesc Mestre va treballar als fons d'inversió d'art de Banca Catalana, a la sala Vayreda i, a la galeria Àmbit. El 2001 finalment com a marxant independent va obrir la seva pròpia galeria, «Francesc Mestre Art» especialitzada en paper, dibuix i gravat, així com en la recuperació de mestres del dibuix de la tradició catalana.
Amb motiu del desè aniversari de la galeria l'historiador Francesc Fontbona escrigué: «Francesc Mestre, el galerista, té una llarga trajectòria lligada a l'art contemporani, a través de les galeries que els anys 60 i 70 varen tenir molt pes en el desvetllament d'una nova sensibilitat artística en el nostre país, com l'Adrià o la René Metras. Aleshores, però, el seu nom només era en la ment dels habituals d'aquestes sales d'art o del món de les galeries barcelonines. Aquest historial n'ha fet un gran coneixedor no sols de l'art català del segle xx en l'aspecte estètic, sinó de les seves implicacions sociològiques, i naturalment de les vivències molt directes de fets i actituds que ajudarien a conèixer i interpretar l'evolució del món artístic nostre des de la postguerra, i per això si algun dia es decidís a escriure el seu llibre […] ens oferiria un document magnífic, no d'anècdota, sinó -com diria Eugeni d'Ors- de categoria.» o encara: «Les dimensions de la galeria Francesc Mestre, el fet d'estar a peu de carrer i l'esforç que el seu propietari ha fet posant els seus quadres a uns preus raonables […] han contribuït molt a desvetllar en afeccionats fins aleshores tímids una incipient activitat de col·leccionistes.»
El 2012 va rebre el Premi Acca2012 de l'Associació Catalana de Crítics d'Art en la categoria «Galeries. Art modern i de recerca històrica».